# Doba temna
Označení doba temna (též zkráceně temno) pro pobělohorské období, pochází z názvu románu Aloise Jiráska Temno. Román je psán v duchu dobového nacionalismu a myšlenkového odkazu českého 19. století. Jirásek do něj vnesl především česko-německou polaritu (národnostní střet) a pobělohorskou dobu představuje jako období germanizace. Na interpretaci pobělohorského traumatu národních obrozenců navázala státní historiografická linie nové československé republiky, podporovaná Tomášem G. Masarykem (potažmo novou Československou církví). „Doba temna“ jako synonymum pro nejhorší období v dějinách českého národa se stala součástí výkladu českých dějin v rámci školní výuku dějepisu a občanské nauky.
Zažitý negativní obraz Bílé hory jako celonárodní tragédie byl po druhé světové válce využit k odůvodnění rozsáhlých majetkoprávních postihů vůči německému a maďarskému obyvatelstvu jako odplaty a spravedlivé nápravy údajných křivd utrpěných během „národního temna“. Komunistická ideologie přidala k prvorepublikové argumentaci vlastní frazeologii, přičemž akcentovala zejména sociální útisk (poddaný lid úpěl pod rukou cizácké šlechty). V rámci kulturně-ideologické převýchovy českého národa povýšil první komunistický ministr školství Zdeněk Nejedlý Jiráskovo „Temno“ na historické vědecké dílo.

## Mýty pobělohorské doby 19. století
Porážku stavovských vojsk na bělohorské pláni jako „zlomový předěl v českých dějinách“ uvedl v roce 1791 poprvé Josef Dobrovský. Mýtus „Bílé hory“ se ale zrodil až v období vrcholně obrozenecké společnosti (v průběhu druhého a třetího desetiletí 19. století), kdy začala být bitva spojována s nejrůznějšími expresivními atributy a jako osudová tragédie českého národa tak pozvolna pronikala i do české beletrie.

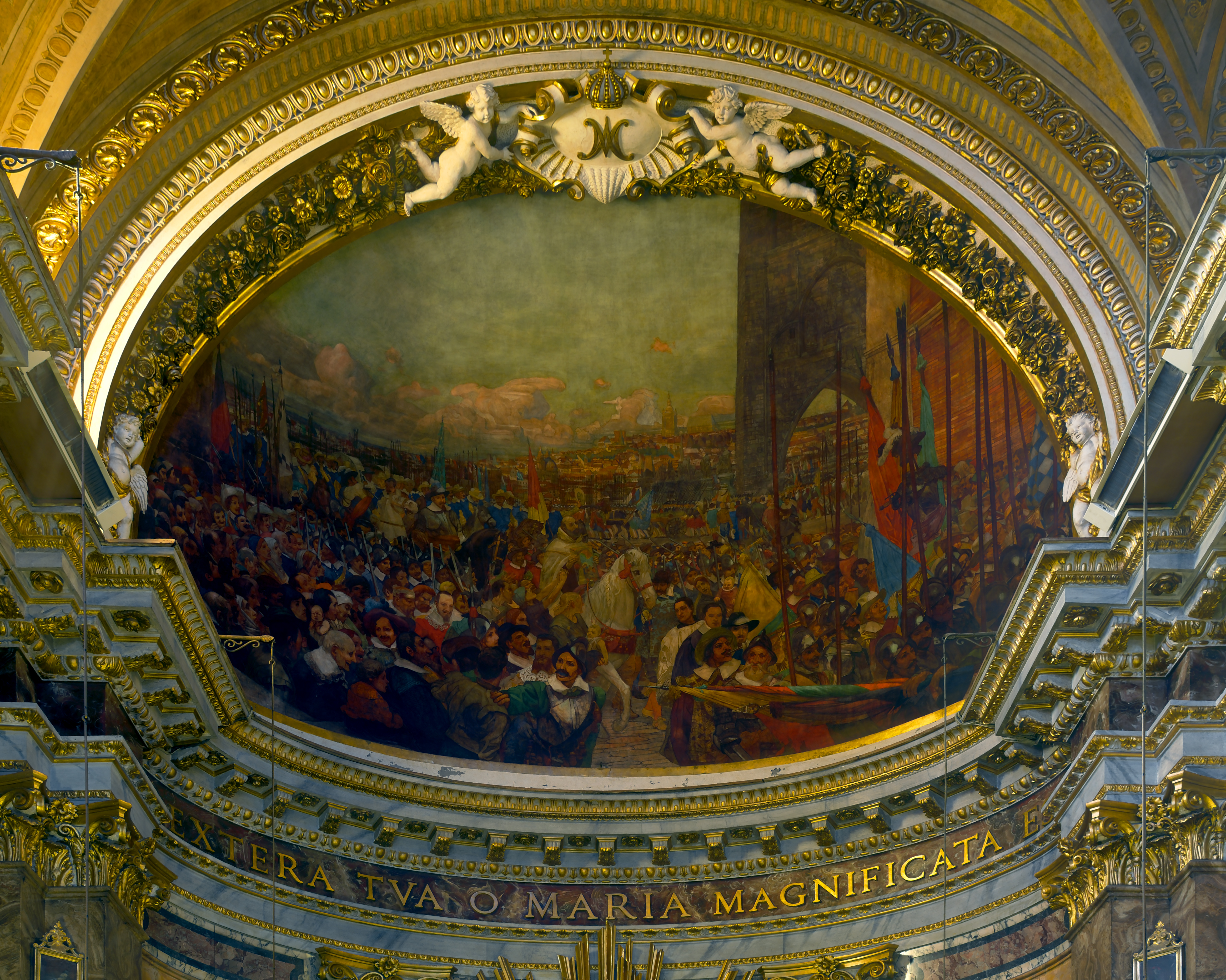
Luigi Serra (r. 1878): Dominicus a Jesu Maria se zázračným obrazem Panny Marie Vítězné při svém triumfalním příjezdu do Prahy po Bitvě na Bílé Hoře 1620, freska, Řím, Santa Maria della Vittoria

Pro národní buditele představovalo sdílení společných kořenů a minulosti významný „národotvorný“ i politickým prvek. Za účelem vytváření národních vzorů, posilování „národního sebevědomí“ a prezentování národa v co možná nejlepším světle byla jimi historie cíleně přetvářena a mytizována. Společné překonání „temného“ období či „tragické události“, jako byla bitva na Bílé hoře, mělo posílit soudržnost národního společenství. Skrze takto vnímanou historii se národní obrozenci zároveň snažili o vymezení vlastní etnické identity vůči „dědičným nepřátelům“ (Němcům, Habsburkům) a zrádcům z vlastních řad (národu odcizené šlechtě, jezuitům, P. Koniášovi).
Mezi nejčtenější autory, kteří se zabývali bělohorskou tematikou, patřil Josef Svátek (1835-1897) s romány Bitva bělohorská (1868–1869) či Paměti katovské rodiny Mydlářů v Praze (1886–1889), oblíbeným byl i Václav Beneš Třebízský (1849–1884), který se tématem zabýval v Pobělohorských elegiích (1874–1884) či Trnové koruně (1883), dále popularizátor Palackého koncepce dějin Alois Jirásek (1851–1930) a Zikmund Winter (1846–1912). Jejich romány Mistr Kampanus (1906–1907) a Temno (1915) byly psány v dobovém myšlení devatenáctého století. Až na menší náznaky v románu Temno se u všech autorů objevuje stereotyp Bílé hory (naprosté národní tragédie) a doby pobělohorské (temna), které lze považovat za prvky „bělohorského mýtu“.
Jestliže totiž čeští buditelé vnímali svou současnost jako národní "obrození", "probuzení" či "vzkříšení", pak museli nutně předpokládat, že národ prodělal v předcházející epoše smrtelnou agónii, že byl "zbaven života". V souvislosti s tím hledali také viníky (jež nejprve nacházeli ve feudální šlechtě, která se zpronevěřila lidu, tvořícímu vlastní jádro národa) i historickou událost, co národní katastrofu zapříčinila. Ta byla nalezena právě v bitvě na Bílé hoře. Jí započala doba úpadku, národního ponížení a cizího útlaku - "doba temna".
P. Beneš, Mýtus P. Antonína Koniáše a jeho proměny

Ve výtvarném umění nastupuje zpracování traumatizujícího bělohorského tématu až od sklonku 18. století, kdy bělohorská pláň začíná českým buditelům pozvolna připomínat hřbitov a Golgotu Čechů, která se postupně promění v symbol národní martyrologie. Nositelem nacionální ideologie se stává krásné umění ale mnohem později než literatura. Bělohorskému motivu, který zůstává výhradně českým politickým problémem, se proto výtvarníci, odkázaní na své šlechtické mecenáše, dlouho do 19. století vyhýbali. Teprve v poslední čtvrtině 19. století se u výtvarníků vzdáleně objevuje ohlas k Palackého historickým úvahám. Z velké většiny se jejich zdrojem ale stala celá řada popularizátorů a vulgarizátorů, což bylo způsobeno jejich nevalným dějepisným vzděláním.
Bylo by naivní si představovat, že tvůrci historických pláten s napětím sledovali nejnovější historiografickou produkci a přizpůsobovali jí své výtvory. Ve skutečnosti jejich inspiračním zdrojem dlouho zůstávala beletrie a poezie (např. básnické sbírky J. E. Vocela), a jen ti nejvzdělanější, jako Aleš, Javůrek a Brožík, dospěli až k popularizujícím výkladům typu Zapovy Českomoravské kroniky.
Vít Vlnas, Tomáš Sekyra: Tragédie bělohorská ve výtvarné tradici 
Od 60. let 19. století se zpracování bělohorské tematiky objevuje též v rámci malířského žánru ve stylu vlámských malířů 17. století. V Čechách se prosadili někteří žáci Rubenovy školy historické malby, přičemž scény z bitvy na Bílé hoře a z třicetileté války se těšily velké pozornosti. Poslední kvas Friedricha Falckého zobrazili: František Čermák, Karel Svoboda, Karel Javůrek, Agathon Klemt.

### Bílá hora jako národní tragédie

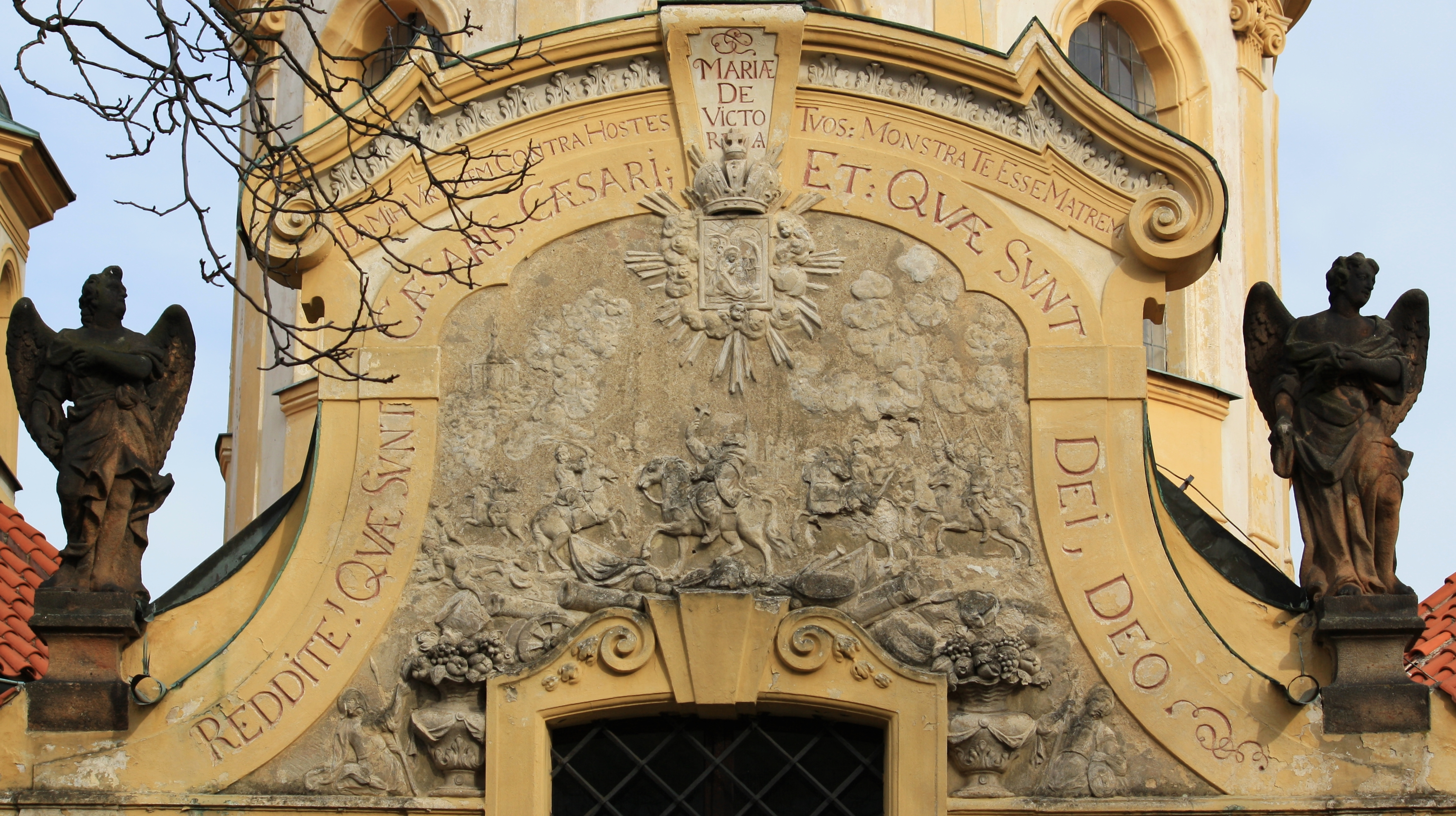
Štít západního průčelí kostela Panny Marie Vítězné, štukový reliéf s bitevním výjevem u Bílé hory, nad nímž se ve slávě vznáší korunovaný obraz Panny Marie Vítězné, katolickému vojsku vévodí karmelitán a křížem v pozdvižené pravici zahání protestanty na útěk, nápis cituje slova evangelia, připadající na neděli v den bitvy: „Dejte císaři, co je císařovo, a co je božího, Bohu.“

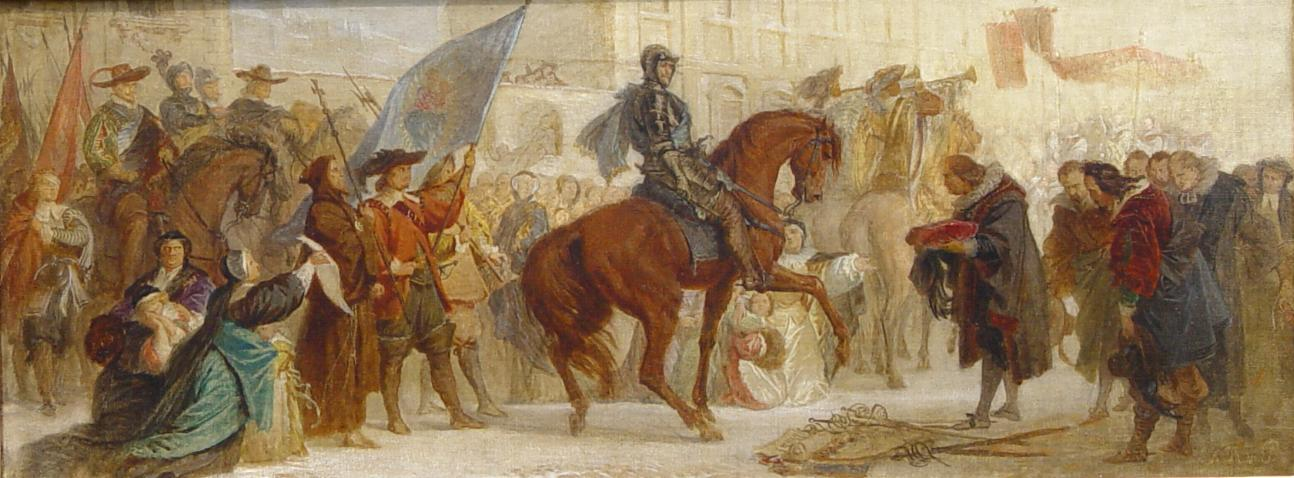
Karl von Piloty (r. 1886): Příjezd vévody Maxmiliána I. Bavorského do Prahy po jeho vítězství na Bílé hoře 1620

Václav Beneš Třebízský ve svých Pobělohorských elegiích uvádí: „Doby však, o nichž vypravuji, horší den co den. Začaly osmým listopadem“. Josef Svátek vnímal Bílou horu jako „tragédii českého národa, kteráž v dějinách celého světa nemá sobě rovného příkladu“. Legendu o statečném boji moravského pěšího pluku zpracoval i Zikmund Winter.
Zikmund Winter v Mistru Kampanovi napsal: „myšlenka, že jest poraženo vojsko, jež tu bylo na obhájení víry a svobody, ta dusila tak, až vyhrkly z očí mladého muže slzy, které přestaly pršeti teprv potom, když začal zatínat pěsti a klnout: ,Ó, horo Bílá, kéž oheň se vyvalí z tvých útrob na ně, kéž hromy vyrazí z tvých střev na ně!‘ “. Alois Jirásek sice ve svém románu Temno bělohorskou bitvu přímo neuvádí, ale všechny nepříjemné jevy spojuje s bělohorskou porážkou, kterou započala neblahá doba rekatolizace.
Ve skutečnosti však u zdi letohrádku nepadli Moravané, ale naverbovaní vojáci nejrůznějšího původu, většinou Němci. To, že neutekli, bylo spíše vynuceno jejich místem na bojišti – se zdí v cestě se totiž skutečně prchá velice těžko. Víme také, že vojáci nebyli vybiti do posledního muže, nýbrž že zbytek jejich oddílu nakonec kapituloval i s poraněným velitelem Šlikem, se vrátil do Olomouce a tam vymáhal dlužný žold. Příštím rokem byl tento pluk začleněn do císařské armády a Šlik se později dokonce stal prezidentem dvorské válečné rady. Hrdinství a vlastenectví těchto údajných Moravanů je tedy pouze legendou.
Bělohorský mýtus v historické próze 19. století a stereotypy s ním spojené
Období po prohrané bitvě je autory vykreslováno nejtemnějšími barvami „jako doba úpadku a hrůz“. Například v Pobělohorských elegiích: „V Čechách už tenkrát nic jiného nemohli očekávati než poslední soud, protože všecky psoty, jež podle evangelií jej budou předcházeti, vyplnily se měrou nejděsnější“. Jiráskovo Temno z bělohorského mýtu vystupuje (přinejmenším v náznacích), stejně jej autor ale ukončil tragickou a ponurou atmosférou.
Jirásek totiž dokáže v barokní epoše nalézt i řadu věcí pozitivních. Jak dokládá Jaroslava Janáčková, na mnoha místech románu ukazuje trvalé hodnoty, které pobělohorské Čechy předaly národu a světu – hudbu a písně, v nichž je uchován český jazyk, barokní sochařství a stavitelství. Atmosféru bezvýchodnosti zmírňují také výjevy ze života některých dobrých a upřímně zbožných katolíků. Je proto jistým paradoxem, že se celá doba pobělohorská vryla podle názvu tohoto románu do obecného povědomí jako „období temna“, ač Jiráskovo Temno dokáže vidět i „světlé“ věci na rozdíl od výše zmíněných próz Třebízského, Svátka a Wintra.
Bělohorský mýtus v historické próze 19. století a stereotypy s ním spojené

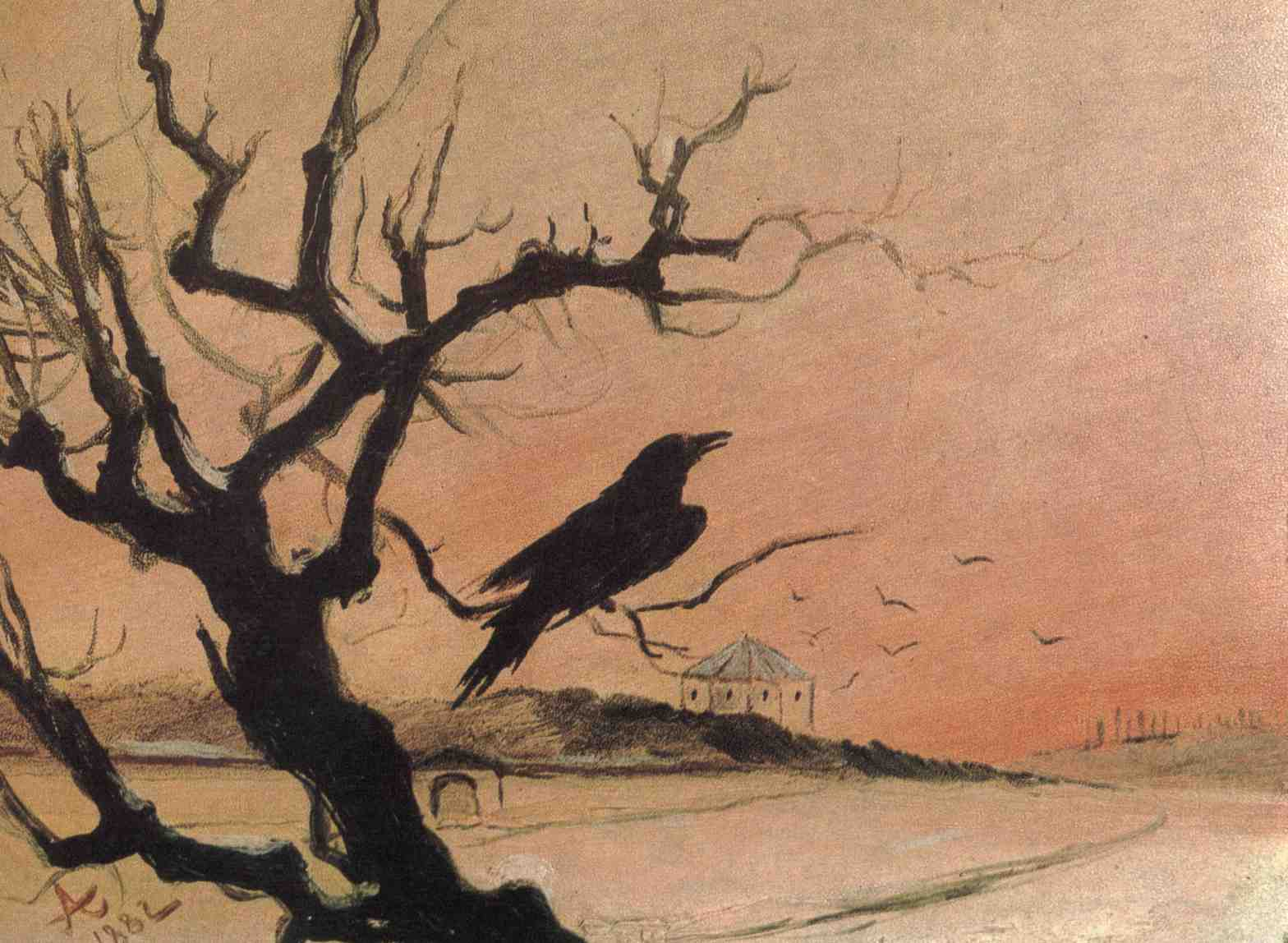
Mikoláš Aleš (r. 1882): „Karlštejnský havran“, bělohorská tragédie u letohrádku Hvězda

Ve výtvarném umění jsou typickými ukázkami bělohorské ikonografie známé kresby Mikoláše Alše: kresba „Na Bílé hoře“, kde se kříž s osudným datem stává tragickým mezníkem českých dějin, truchlící „Alegorie Prahy po bitvě na Bílé hoře“ je na staroměstském popravišti doprovázena atributy smrti a zmaru, kostlivec „Na Bílé hoře, 1907“, jedoucí na koni širou bělohorskou plání.
Felix Jenewein se svým triptychem „Po bitvě na Bílé hoře, 1902“ navazuje na Alše, porážku národa u něj symbolizuje mrtvý jezdec se zlomeným dřevcem v národních barvách, zanechávající za sebou krvavou stopu, doprovázen havrany na bludné cestě k šibenici, boží hněv nad Řípem, krvavé slunce, osvětlující poutní kostelík na bojišti. Ani při pokusech o realistické ztvárnění skoro nikdy nechybí krvavé červánky, zlověstné holé pahýly stromů a tragické siluety havranů nad bitevním polem „české národní hanby“.
Takto se zmocňoval bělohorského motivu Mikoláš Aleš ve svých několika olejích, zvláště ve střední části „Májového triptychu“ a na stejně subjektivně zaměřeném obraze „Zasviť ty mi slunko zlaté“. Výrazně se umělcovo pojetí bělohorské tragédie odráži v malbě havrana, který je sice karlštejnský, ale nikoliv náhodou zavítal k letohrádku Hvězda. Inspirace Václavem Benešem Třebízským tu není patrná jen z názvu díla, ale i z celé
jeho atmosféry (obraz byl ostatně Třebízskému věnován a visel v jeho klecanské kaplance.
Vít Vlnas, Tomáš Sekyra: Tragédie bělohorská ve výtvarné tradici 

### Topos jezuitského řádu
Schematické zobrazování jezuitského řádu patří mezi nejvýraznější stereotypy spojené s dobou pobělohorskou. Václav Beneš Třebízský, Josef Svátek, Zikmund Winter i Alois Jirásek ukazují ve svých historických prozách jezuity jako zdroj všeho zla. Josef Svátek jezuity nazývá „pijavicemi“ nebo „sběří jezovitskou“ a přičítá jim „všecko zlo, jež od mnoha let proti nekatolíkům bylo podnikáno“. Kampanus bojuje o zachování univerzity právě s jezuity a v Temnu jsou líčeni jako hlavní nástroj rekatolizace. Jiráskův román se po první světové válce stal nejoblíbenější českou knihou, čímž přispěl v největší míře k zápornému nazírání české společnosti na baroko a jezuity. Ani jedno dílo nezmiňuje přínosy jezuitského řádu (například na rozvoji školství). Třebízský a Jirásek připomínají pouze jediného Bohuslava Balbína, přičemž Třebízský ho vykresluje „jako věrného Čecha“ a Jirásek „jako milého, hodného, učeného a skromného muže“, čímž se stává čestnou výjimkou mezi zbylou stovkou Ignácovy řehole.

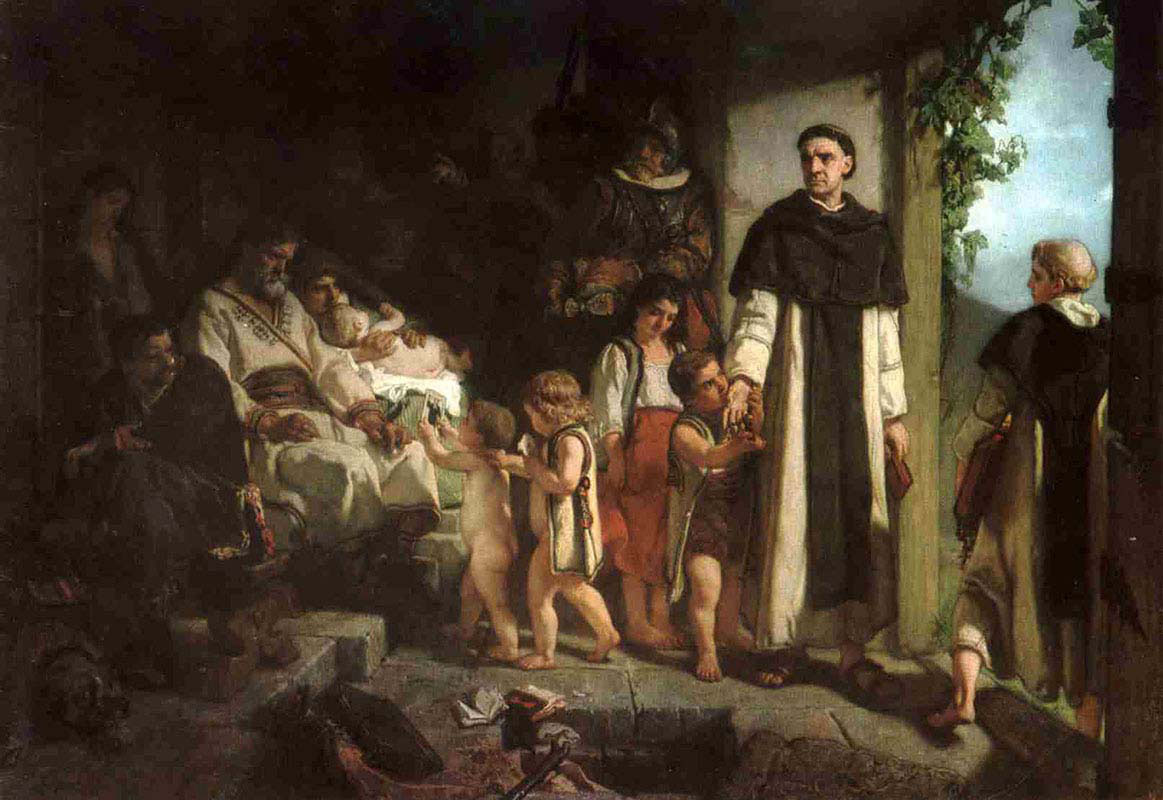
Jaroslav Čermák (1854): Protireformace (zabavování nekatolických knih dominikánem)

Též ve výtvarném umění konkurovala symbolům tragédie národa (smrt, kostlivec, hrob) většinou postava katolického duchovního. Už nešlo o karmelitána, ale zlověstného jezuitu (z historického hlediska nesmyslně), který kráčel po bitevním poli ruku v ruce s hrobařem; jako třeba u kresby Karla Svobody „Po bitvě na Bílé hoře 1868“). Průkopnickým dílem malířského žánru ve stylu vlámské malířské školy 17. století byla známá „Protireformace“ (objevující se též pod názvy Po bitvě na Bílé hoře, Šíření katolické víry v Čechách, Dominikánský misionář v husitské rodině) od Jaroslava Čermáka. Postavu jezuity zde autor nahradil dominikánským knězem - symbolem „krutosti a fanatismu španělské inkvizice“, což byla úlitba belgickému publiku, kde byl obraz v roce 1854 poprvé prezentován. Na Čermáka navázal Václav Brožík svou kresbou „Pátraní po knihách českých 1880“, který jej přenesl do měšťanského prostředí a do úlohy nezvaného hosta již postavil zcela po česku člena Tovaryšstva Ježíšova. Obdobně na další jeho kresbě kolem roku 1880 „Pod lešením staroměstským r. 1621“ zobrazil dva jezuity ve společnosti žoldnéře a české šlechtičny, která truchlí nad galerií uťatých hlav.

### Topos negativního vnímání cizinců
Vlastenecky zaměření autoři 19. století dávali do přímé souvislosti zejména příliv cizinců a národní záhubu. Což je zřejmé asi nejvíce v Pobělohorských elegiích: „Přicházelo záletníků ze všech světa úhlů; ani bychom jich nespočítali. Pověst o bohaté vdově, které může každý učiniti příkoří nejhorší bez trestu, šla z jazyka na jazyk“. Také Josef Svátek dává najevo odpor k cizincům, „které nezajímá osud českého národa“. Později už mají cizinci ve Wintrově románu podobu Němců a „starodávných nepřátel“. Také u Jiráska se objevuje cizinec „německy mluvící“ a jeho literární hrdinové dávali najevo, že „v panstvu německá řeč se rozlízá“ a začíná „mít všude přednost“.
Na tomto posunu je zřejmé, jak politický vývoj a měnící se společenské klima aktuálně prorůstá historické mýty a zvolna, avšak zásadně ovlivňuje jejich vlastní obsah.
Bělohorský mýtus v historické próze 19. století a stereotypy s ním spojené

### Mýtus „starých zlatých časů“
Oproti době pobělohorské, líčené jako ztělesnění úpadku, byly tzv. „staré časy“ bez výjimky nekriticky velebeny a idealizovány. Jedním z nejsilnějších stereotypů starých zlatých časů byla nepřiměřená glorifikace éry husitství. V Mistru Kampanusovi Winter vytýká pasivním současníkům: „Volal […], aby vyrazili na protivníky, jako staří Čechové vyrazili na Zikmunda s pochvalou a se štěstím. Volal marně“.

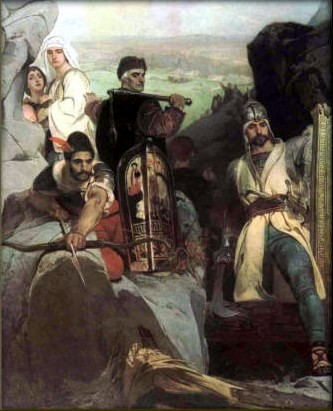
Jaroslav Čermák (1857): Husité bránící průsmyk

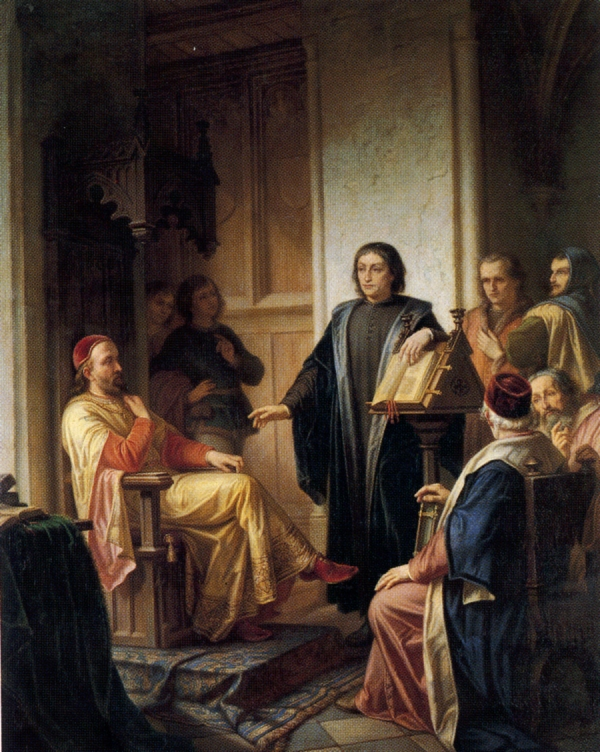
František Čermák (r. 1874): Karel IV. se svými rádci

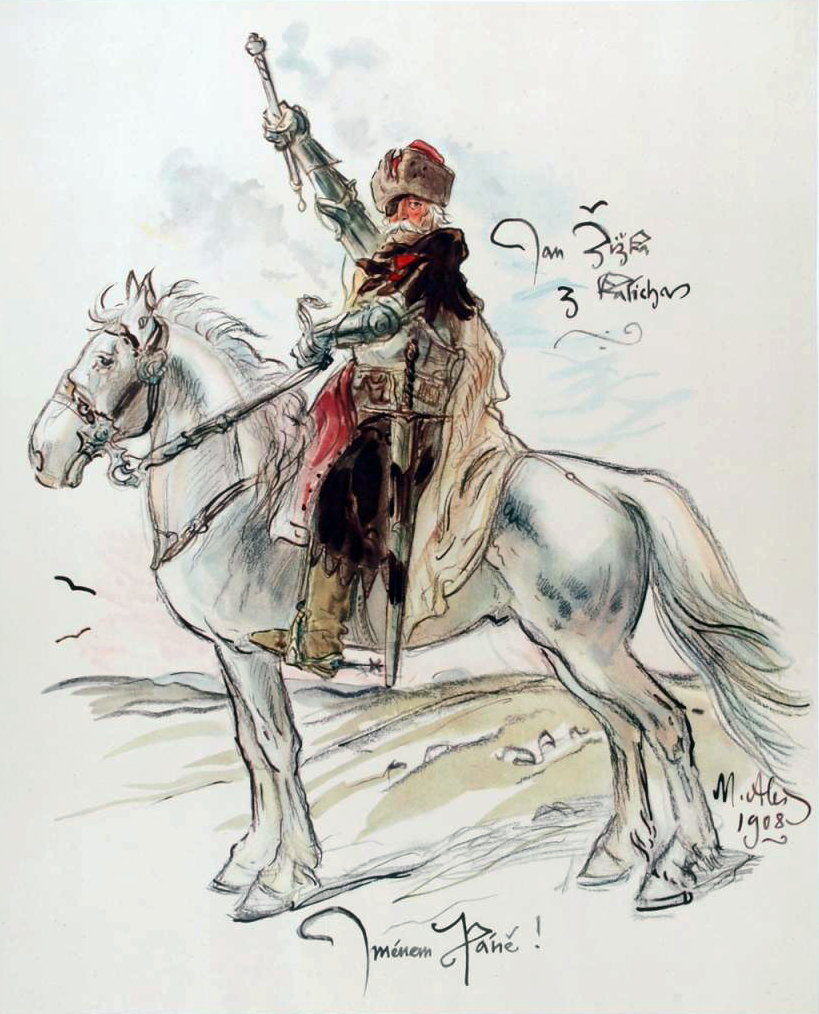
Mikoláš Aleš (r. 1908): Jan Žižka z Kalicha – Jménem Páně!

V dobové próze se objevuje časté dovolávání slavného (byť kontroverzního) vojevůdce Jana Žižky. V Bitvě bělohorské autor volá: „Ó, kde jsi, veliký náš hrdino Žižko, abys palcátem svým opět všecky zrádce tyto pobil!“ Nezapomínalo se ani na Jana Husa. V Temnu si deklamátor Svoboda povzdychne: „Víte-li pak, panáčku, že tam u mostu bývala muzika […], a to všechno ke cti a slávě ale jiného svatého, sic také Jana. Kterého? – To jest, ten byl tenkrát u nás svatým, dnes už pravda není, dnes je kacíř“.
Vedle husitství a jeho čelných představitelů lze v uváděných historických prózách najít idealizování Karla IV., přičemž protestanti na něj vlastenecky upomínají v Pobělohorských elegiích, kde je Karel IV. připomínán na několika místech, zejména když se hrdinové dovolávají svých starých práv jím udělených. Zrovna tak se jich dovolává Wintrův Kampanus: „O Zlaté buli nemohou protivci říkati, že byla vynucena, tu dal Karel císař a král, poněvadž měl tuto zemi nad jiné rád, všickni králové po něm tvrdili založení Karlovo, to se neruší, to se bez klatby neruší“.
Katolíci k němu vzhlíží pouze v období jeho vlády (optikou náboženskou). V Bitvě bělohorské na něj upamatovávají slovy: „Vládne tu dosud pych kacířský, jenž zdrcen býti musí, aby nebohá vlast má mohl opět volně dýchati, jak tomu druhdy za našeho velikého Karla bývalo“. Také v závěru Temna jezuita páter Daniel připomene dobu Karlovu: „Tak, tak, bude zase jako za Karla IV.“
Je tedy zřejmé, že každý z autorů si z osoby Karla IV. vybral to, co se mu hodilo, a to ostatní jako by pominul. Právě tak vznikají idealizace historických postav a z nich plynoucí stereotypy.
Bělohorský mýtus v historické próze 19. století a stereotypy s ním spojené
Historickým tématům z českých dějin se ve svých raných kompozicích věnoval Jaroslav Čermák: litografie „Přemysl Otakar II. před bitvou na Moravském poli 1851“ (inspirovaný Vocelovou básní o Přemyslovcích), husitská tematika se objevuje v dílech „České poselství do Basileje“, „Žižka a Prokop Holý čtou bibli na válečném voze 1852“, „Husité bránící průsmyk 1857“, témata ze „starých zlatých časů“ se objevují též u Františka Čermáka (Karel IV. se svými rádci 1874), Josefa Mathausera, Adolfa Liebschera, Josefa Matyáše Trenkwalda (Bitva lipanská 1849, Karel IV. zakládá pražskou universitu), Karla Svobody, Václava Brožíka, Adolfa Kašpara.

### Pokusy o rehabilitaci baroka
Nacionalismus 19. století odsoudil baroko jako „dobu temna“ pod habsburskou a katolickou nadvládou. Nové trendy v české historiografii se začaly objevovat až na konci 19. století, kdy se pozitivisté (reprezentovaní především Jaroslavem Gollem a jeho žáky) vyjádřili proti pozdněobrozenecké koncepci dějin (spor o smysl českých dějin). Širší česká veřejnost ale vžitá schémata neopustila a bělohorský mýtus nadále přijímala v obrozenecké podobě.
Vzácné bohatství kulturně historické látky pro poznání českého duševního baroka v století XVIII. snesli Jaroslav Vlček v prvním svazku II. dílu Dějin české literatury 1898 a Alois Jirásek v románovém obraze Temno 1915, pokládám však za nutné poznamenati, že ani osvícenské stanovisko Vlčkovo ani Jiráskovo genrové podání neodpovídají mému pojetí. Doufám, že se i literárně vrátím k Praze barokní ještě častěji, nerad bych však proto nadobro odložil vábný a vděčný úkol, jakým jest osvětlení duše Prahy empirové.
Arne Novák, Praha barokní, 1915
Zbavit české baroko pobělohorských mýtů se podařilo Arnu Novákovi v jeho „Přehledných dějinách literatury české“, který „jako první historik-syntetik projevil pochopení pro barokní estetiku. Navíc dokázal (na rozdíl od jeho předchůdců....) pojednat o barokním období objektivně“. Největší zásluhu na rehabilitaci barokní architektury v českých zemích měl rakouský stavitel Friedrich Ohmann.

## Druhý život „pobělohorského temna“
Ačkoli koncepce odčinění Bílé hory stála 28. října 1918 u kolébky vzniku Československa a národní trauma tak mělo být navždy odčiněno, nestalo se tak. „Odčinění“ se po celou dobu první republiky skloňovalo ve všech pádech; Bílá hora se odčiňovala hospodářsky, politicky, národně, kulturně i nábožensky. Ve jménu „odčinění“ se připravovala také pozemková reforma.
Už 3. listopadu 1918 svolala Československé republiky Českoslovanská sociálně demokratická strana dělnická na Bílou Horu tábor lidu a k účasti na něm vyzvala mnohé politické a kulturní instituce; na Bílé hoře se pak v tento den 3. 11. tradičně scházeli příslušníci Československé strany národně socialistické. Ke kulatému výročí bitvy předala 7. listopadu 1920 Podbělohorská sokolská župa národu na bojišti mohylu. Sokolské akce se účastnil i pražský primátor Karel Baxa. Dne 28. října 1928 se na Bílé hoře konala k 10. výročí vzniku republiky vojenská přehlídka za účasti prezidenta T. G. Masaryka.
Adolf Kašpar se ve své ilustrační tvorbě vrátil k bělohorskému motivu ještě jednou a to v Jiráskově Temnu. Jeho první dvě románové ilustrace (frontispis a titulní list k románu Temno z r. 1921) vlastně představují vizuální prolog Temna se všemi dosavadními bělohorskými mýty; k postavě jezuity Koniáše, k siluetě letohrádku Hvězdy, k hranici pálených českých knih a ke katafalku tu navíc nově přibyly odznaky umlčené Jednoty bratrské, spícího lva jako symbolu staré české slávy a motiv tří obilných klasů prorůstajících lebkou vanitas – jako vyhlídky do budoucnosti k „odčinění Bílé hory“.

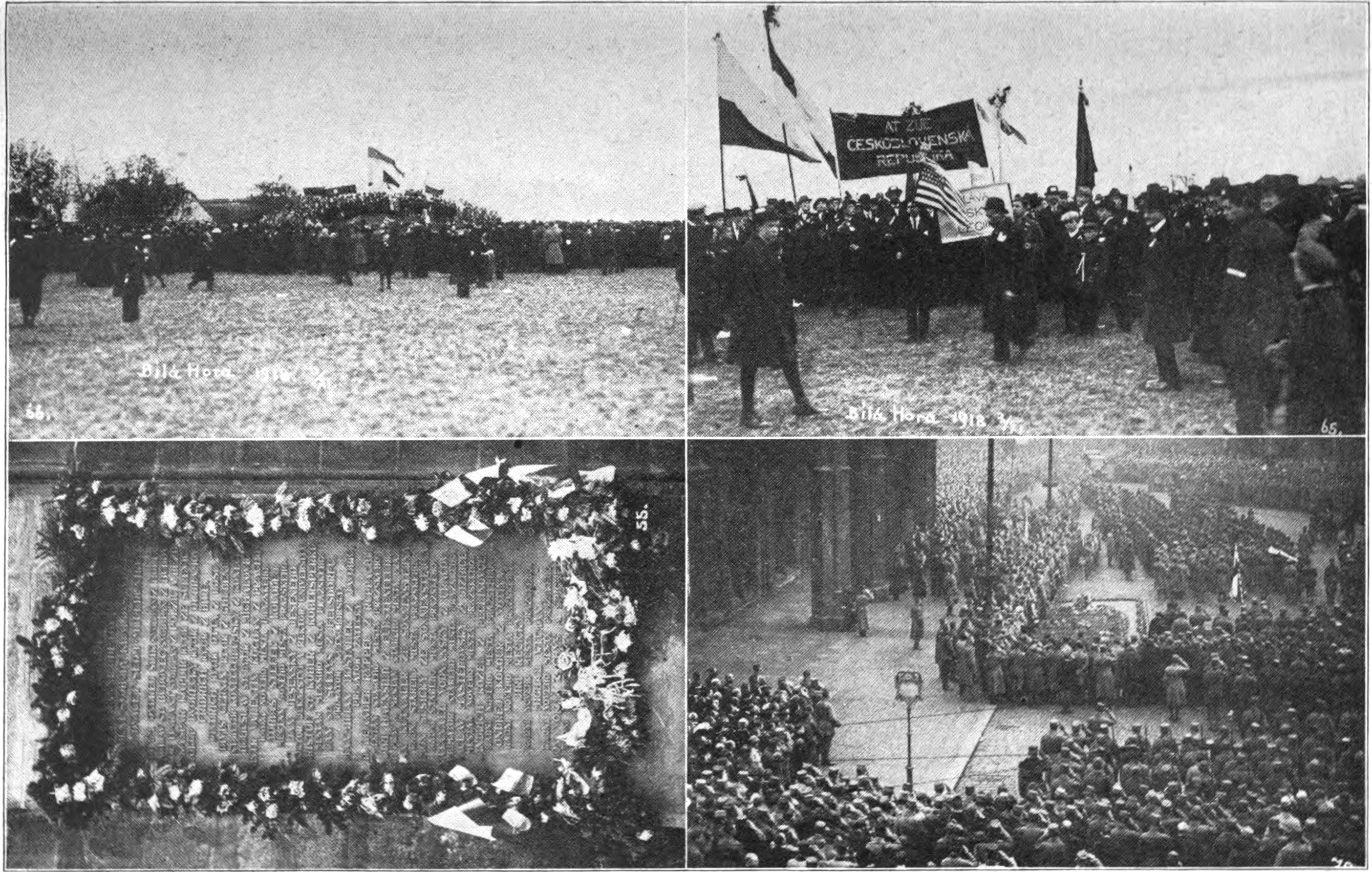
Oslava vzniku Československé republiky na Bílé hoře, 3. 11. 1918, průvod na Bílou horu organizovala Československá sociálně demokratická strana dělnická

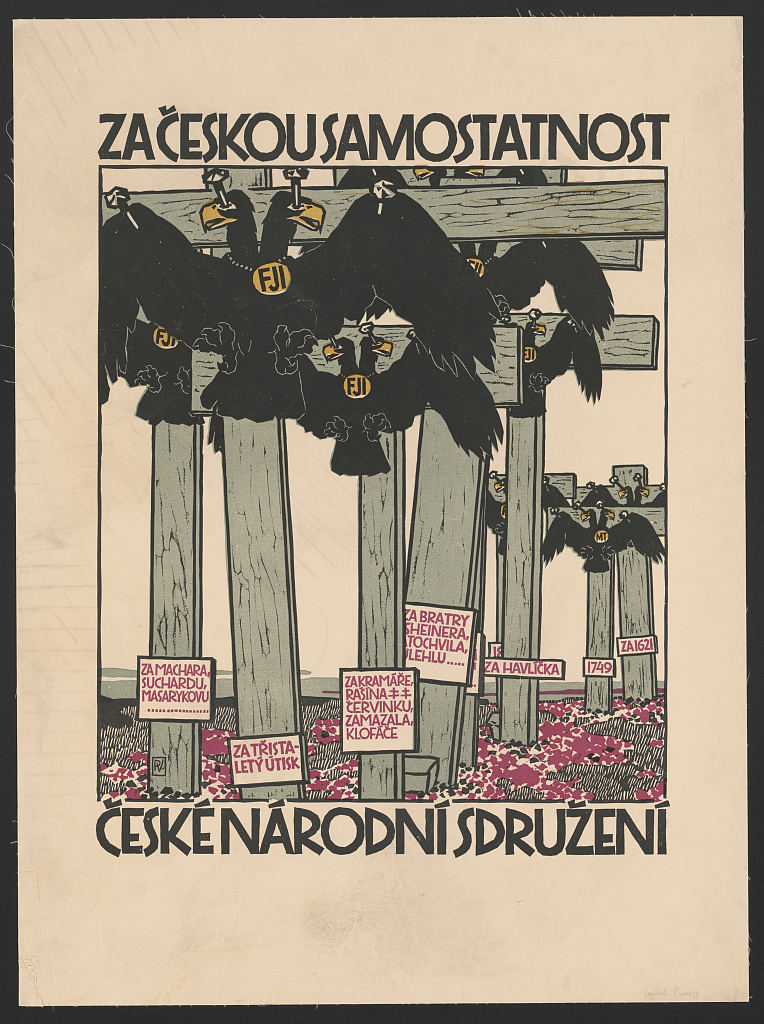
Vojtěch Preissig (propagační grafika 1918): Habsburská dynastie je náležitě potrestána, na každém pomníčku českého utrpení visí za oční důlky přibitý císařský orel

Téma osudové bitvy, o níž opět nebylo zcela jasné, zda byla naší porážkou nebo vítězstvím, vstoupilo s Kašparovým (spíše než s Jiráskovým) Temnem do nové etapy svého druhého života.
Vít Vlnas, Tomáš Sekyrka: Tragédie bělohorská ve výtvarné tradici

### Škola jako prostředek ovlivňování kolektivní paměti
K řízenému ovlivňování kolektivní paměti (vytváření historického vědomí) byla za první republiky nesporně využívána školní výuka. Dějepis se v rámci povinné školní docházky vyučoval na vyšším stupni obecných škol nebo na školách měšťanských. Učební osnovy dějepisu z roku 1919 byly na českých školách zaměřeny na české dějiny (bohemocentrické) a to s důrazem na dobu husitskou a reformační, o době pobělohorské se mělo vyučovat tak, aby byl „vytčen její duch“.
Učební osnovy přímo ukládaly, že v učební látce o středověku a raném novověku bude „redukováno zejména učivo o době stěhování národů, dynastické dějiny německé a dějiny objevů“, zkrácen „výklad o panovnících habsburských“ a omezeny „dějiny německé a rakouské.“ Ve školských osnovách v roce 1933 je už „doba temna“ definována jako samostatná kapitola českých dějin (...Hnutí husitské, Jiří Poděbradský, Habsburkové, Bílá hora, Doba temna, Probuzení českého národa, ...).
Studiem kapitol o národních dějinách si tedy studenti mohli utvořit zhruba tuto představu o historii svého národa: Češi a Slováci vytvořili první společný stát, Velkou Moravu, již v 9. století. Národní jednota však byla rozbita vinou Maďarů a obě větvě národa byly na dlouhou dobu rozděleny. V následujících staletích byli hlavními nositeli národního příběhu Češi... Od 18. století pak jak Češi, tak Slováci museli čelit zvýšenému tlaku ze strany Němců a Maďarů. V těchto bojích si obě větvě počínaly obdivuhodně a v roce 1918 tak bylo dosaženo, za cenu velkých obětí, obnovení (nikoliv založení!) československého státu.
Dana Šmajstrlová, Učebnice dějepisu a občanské nauky v období první republiky

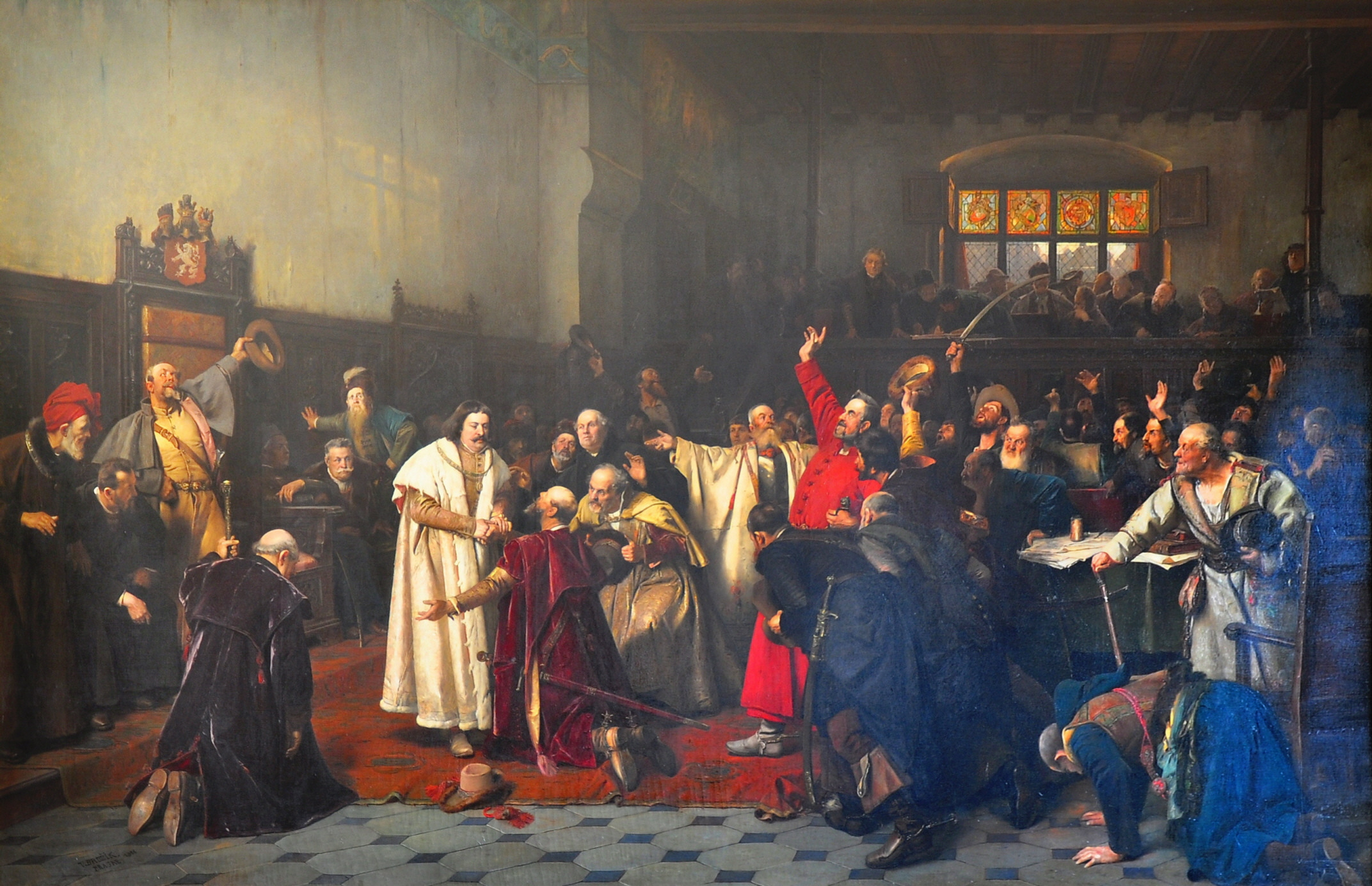
Václav Brožík (r. 1898): Zvolení Jiříka z Poděbrad za krále českého

Období habsburské vlády bylo v českých učebnicích popisováno jako jeden dlouhý tragický celek, od roku 1526 líčený v těch nejtemnějších barvách, kolem roku 1620 jako nejtragičtější – objevovala se spojení jako „úpadek národa“, „úpadek národního cítění“, „habsburská poroba“ nebo „doba temna“, ve spojení s bitvou na Bílé hoře „katastrofa bělohorská“ nebo „den hrůzy a hněvu“, doba pobělohorská „bezmála ohrozila národ na životě“, v důsledku rekatolizace „protestantství bylo téměř vymýceno v zemích českých a rakouských“.

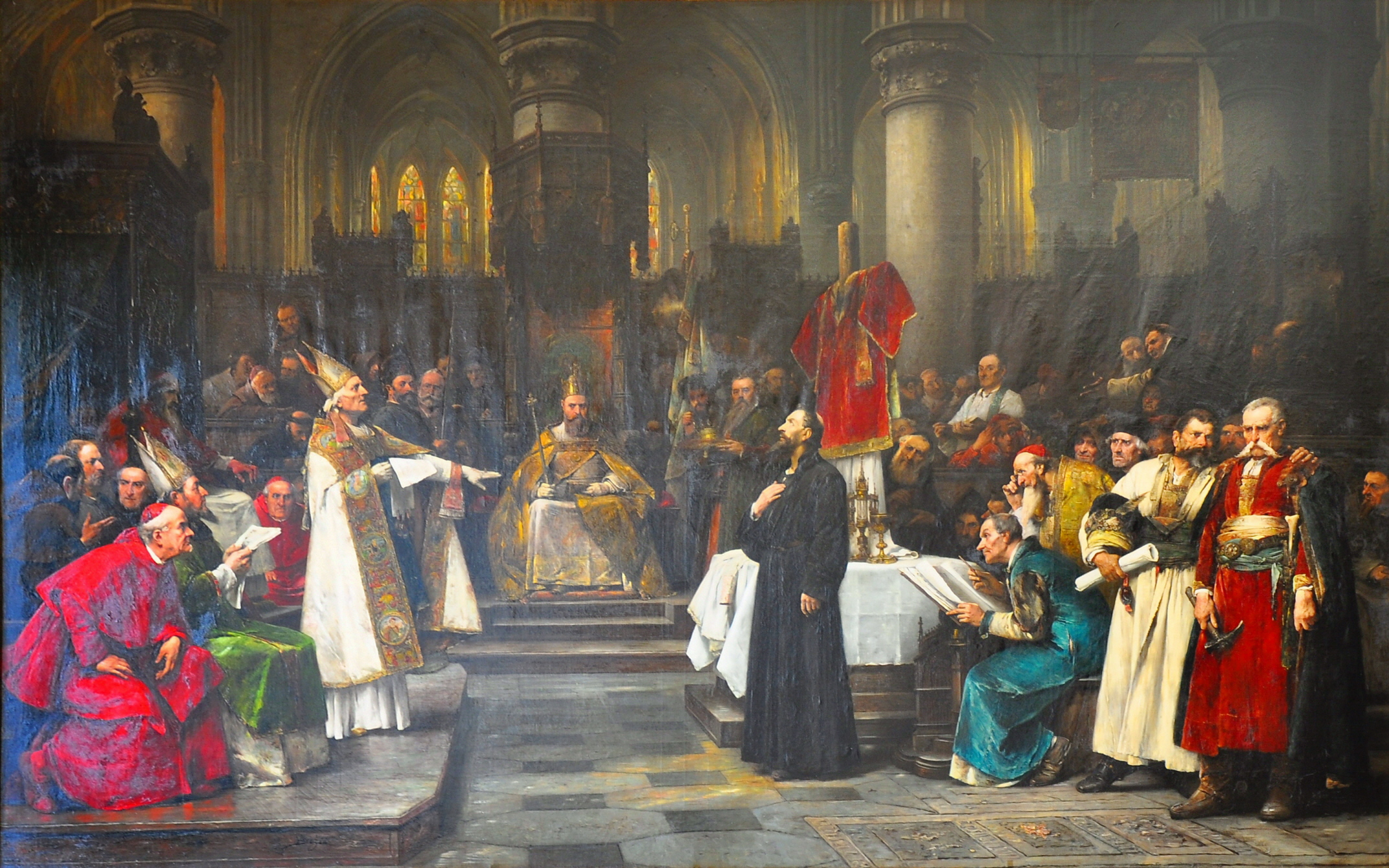
Václav Brožík (r. 1883): Mistr Jan Hus před Kostnickým koncilem

V roce 1922 byl oficiálně zaveden nový předmět občanské nauky do všech občanských a obecných škol. Česky psané učebnice občanské nauky se obsahově podobaly učebnicím dějepisu, žákům v nich byly ale předkládány jen vybrané kapitoly: z pozitivních období českého národa husitství, boj legionářů za vznik Československa a úspěšné vyhlášení republiky 28. října, „vlastenci“ – Jan Hus, Jan Amos Komenský, Tomáš Garrigue Masaryk, z negativních to byla opět doba habsburské vlády s atributy „národního útlaku“, jehož viníky byli Habsburkové, Němci a Maďaři. Po třísetleté „porobě národa“ nastalo spravedlivé osvobození utiskovaného národa a vrchol národních dějin – vznik samostatné československé republiky.
Spor o smysl českých dějin, který v nové republice pokračoval, sice neměl vítěze, ale byl prvním krůčkem na této cestě k znovuobjevení českého baroka. Gollovým žákům (především Josefovi Pekařovi) se totiž podařilo protestantské a protiněmecké (respektive protihabsburské a protikatolické) líčení dějin (zformulované Františkem Palackým a obhajované T. G. Masarykem) zpochybnit.
V roce 1929 vyšel historický román Jaroslava Durycha Bloudění, který v dějinách českého historického románu znamenal významný předěl. Durych v něm odmítl jednostrannou protestantskou linii prvorepublikového dějepisectví. Na Bloudění navazuje v povídkovém triptychu Rekviem.
Obnovení zájmu o barokní umění (i období 20. a 30. let) vyvrcholilo v Československu v roce 1938 dvěma výstavami: „Pražské baroko“ – výstava umění v Čechách XVII.–XVIII. století 1600–1800 v paláci Zemského zastupitelstva a „Štýrský a Toyen“. Nacisty i komunisty byly obě výstavy kritizovány. Bělohorská symbolika znovu ožila v období druhé světové války a i v době poválečné.

### Koniáš jako uvědomělý nacionalista a antisemita
Ačkoliv Anonín Koniáš přicházel jako misionář do kontaktu i s německým obyvatelstvem českých zemí a v němčině vydal i některé ze svých spisů (též první zmínky o něm byly napsány v němčině), tak se nenašly žádné doklady o tom, že by téma Koniáš mezi českými Němci něj rezonovalo. Koniáš zůstal českým Němcům v podstatně cizí, a tudíž se z jejich strany jeho téma ani v německo-českých sporech neobjevovalo. Naopak pro českou společnost stereotyp koniášovského obrazu z počátků národního obrození (od Františka M. Pelcla) do bělohorských mýtů o „zrádci z vlastních řad“ a „přisluhovači“ Němců, dupajícím po českém národě, velmi dobře zapadal.
Během druhé světové války se jeho jméno objevilo mnohokrát na stránkách českých deníků a časopisů. V roce 1941 (u příležitosti dvoustého padesátého výročí narození) byl českou publicistikou představován nejen jako velký národovec a vlastenecký kněz, ale „uvědomělý nacionalista, který dobře pochopil, jakou úlohu v národě si osvojují Židé, kteří pornografií a literaturou rozvratnou připravují si z národů vhodné objekty ke svému kořistnictví.“ V dalších článcích byl dále P. Antonín Koniáš prezentován jako velký misionář a kazatel světového věhlasu (přirovnávaný k osobnostem jako byl Jan Kapistrán nebo Petr Škarg). Jeho „Klíč“ byl najednou cennou bibliografickou pomůckou a on „dokladem životnosti českého baroka“.

## Třetí život „pobělohorského temna“
Zažitý negativní obraz Bílé hory jako celonárodní tragédie byl po válce využit k odůvodnění rozsáhlých majetkoprávních postihů vůči německému a maďarskému obyvatelstvu jako odplaty a spravedlivé nápravy údajných křivd utrpěných před mnoha staletími. Už 1. července 1945 se konala na Bílé hoře mohutná manifestace pod heslem „Odčiňujeme Bílou horu“, pořádaná Zemským národním výborem v Praze a ministerstvem zemědělství v čele s Júliem Ďurišem u příležitosti vydání dekretu o konfiskaci zemědělského majetku Němců, Maďarů a zrádců, kde ministr Václav Majer provolával: „Proto je jen spravedlivé, jestliže je bez náhrady konfiskován zemědělský majetek Němců, cizáků, Maďarů a národních zrádců a je dáván do rukou českých a slovenských zemědělců. Pak to není akt pomsty, nýbrž akt prosté spravedlnosti a spravedlivé odplaty, akt konečného odčinění neblahého dědictví Bílé hory.“
Stojíme dnes na historické půdě Bílé hory. Tady na Bílé hoře utrpěl náš národ těžkou národní porážku, tady byla v nerovném boji přemožena a vybita poslední hrstka hrdinných obránců české samostatnosti a svobody. A pak, po této porážce, nastala ona nešťastná doba našich národních dějin, doba pobělohorského temna, poroby a poddanství.
V. Majer, ministr výživy
A kdo to byl, jenž v dobách našeho národního temna, jak dobu pobělohorskou nazval náš veliký národní spisovatel Alois Jirásek, udržoval víru v nové vzkříšení národa? Byl to především náš zemědělský, vesnický lid; nedbaje útlaku cizácké šlechty, zachoval si víru, že národ český zase vyvstane k své národní a státní samostatnosti.
V. Mikuláš, předseda Jednotného svazu českých zemědělců 
Pozdněobrozenecký symbol Bílé hory se hodil komunistům i po únoru 1948, když své společensko-ekonomické změny odůvodňovali odčiněním spáchaných křivd na českém lidu. Mnohé se dalo vyčíst třeba z výzdoby k parlamentním volbám, například na budově Ministerstva techniky vyselo heslo: Bílý lístek - Bílá Hora.

### Jiráskovská akce (1951)
Jiráskovská akce patřila mezi nejrozsáhlejší ideologickou kampaň komunistické kulturní politiky. Krátce po únorovém puči (10. listopadu 1948) tuto akci vyhlásil osobně Klement Gottwald, který Jiráskovu dílu přikládal až takový význam, že o něm vydal v roce 1951 krátkou brožuru pod názvem „Klement Gottwald o Jiráskovi“. Svůj postoj k Jiráskovi deklaroval též ve vstupním mottu, které uvozovalo všechny svazky souhrnného díla:
Hlásíme se k Jiráskovi, a je nám blízký - bližší než staré společnosti kapitalistické - že ve svém díle mistrně vystihl, které to naše tradice vedou vpřed, k svobodě a k rozkvětu národa. Jeho dílo nás učí tedy správnému pohledu na naši minulost, posiluje naše národní sebevědomí a plní nás dějinným optimismem a vírou v tvořivé síly lidu. - President republiky Klement Gottwald
JIRÁSEK, Alois: Temno, Praha, Melantrich 1950, s. 3

### Organizace a průběh akce

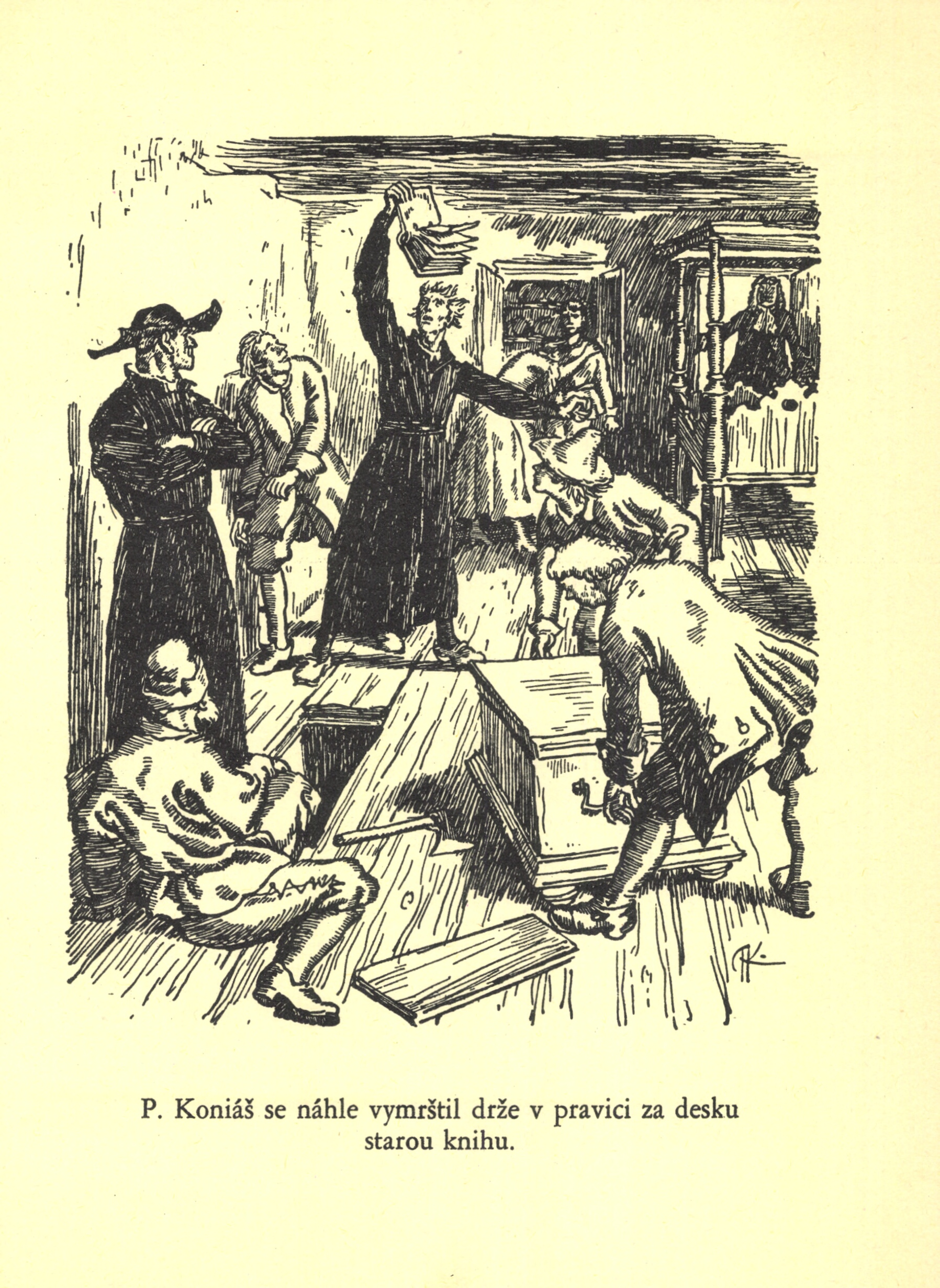
Alois Jirásek: Temno (ilustrace Adolfa Kašpara), doslov Zdeňka Nejedlého, vydalo Státní nakladatelství dětské knihy 1955

Organizování celé masové akce probíhalo pod patronátem ministerstva školství, věd a umění (ministr Zdeněk Nejedlý) ve spolupráci s ministerstvem informací a osvěty (ministr Václav Kopecký). Vůdčí role patřila ministru Nejedlému, jenž zastával funkci předsedy tzv. Jiráskova výboru. Do roku 1951 mělo být v nákladu 50 tisíc kusů vydáno 32 svazků Jiráskova díla, doplněné ilustracemi Mikoláše Alše. Obdobou sbírek z dob národního obrození se stal tzv. Jiráskův fond. Denním tiskem byly šířeny výzvy k finančnímu přispění.
Vedle toho probíhala celá řada paralelních akcí. Česká divadla uváděla Jiráskovy divadelní hry či adaptace jeho próz, proběhla natáčení filmů na motivy Jiráskových románů (např. „Temno“ režiséra Karla Steklého z roku 1951, „Mladá léta“ režiséra Václava Kršky z roku 1953, husitská trilogie režiséra Otakara Vávry z let 1954 až 1957). Československý svaz mládeže dozoroval plnění ideologické čtenářské akce „Fučíkův odznak“ (jedním z úkolů byla povinná četba Jiráska). Vybudování Jiráskova muzea v letohrádku Hvězda v oboře na Bílé hoře se stalo vrcholným cílem celé akce. Obdobná muzea se budovala v jeho rodném kraji (Police nad Metují, Hronov), pro Jiráskovy pomníky angažování sochaři vytvořili množství jeho soch a bust.

### Výklad Jiráskova díla
Ministru školství Zdeňku Nejedlému, který se pasoval do úlohy vykladače Jiráskova díla, se podařilo z Jiráska vytvořit klasika socialistického umění. Jeho dílo podle Nejedlého představovalo vzor pro všechny tehdejší spisovatele a mělo též jako povinná literatura sehrát důležitou roli při výuce na školách. Některé pasáže (jako například obrazy církve a náboženské motivy) musely být v románech pro svůj rozpor s vládní komunistickou linií upraveny nebo odstraněny.
Nejedlý sepsal nejen Jiráskovu monografii, ale i řadu popularizačních brožur, novinových a časopiseckých článků, k Jiráskovi přednesl množství projevů a osvětových přednášek a jednotlivé svazky souhrnného Jiráskova díla doplnil doslovy. Nakolik byly Nejedlého komentáře k Jiráskovu dílu závazné, dokládá i jejich souhrnné vydání v roce 1960.
Nejedlý přistupoval k Jiráskovu dílu jako k věrnému obrazu dějin (popřel literární fikci), románům dal punc historického vědeckého díla. Popularizací Jiráskova díla dosáhl ve školství nejen toho, že se Jirásek stal povinnou četbou a obsahem učebních osnov českého jazyka, ale zároveň se o jeho díla opíral výklad dějepisu. Jiráskovy romány tak významně ovlivnily historické povědomí generací, které prošly socialistickým modelem školní výuky.

## Baroko bez traumat, schémat a stereotypů
V roce 1984 vyšla v německém exilu kniha Antonína Kratochvíla Oheň baroka: Kavalíři Páně, mystici a asketové v české barokní literatuře. Sám autor uvádí, že chtěl upozornit „na pozitivní stránky českého baroka a zdůraznit, že jsou historicky neúnosné tradiční a v podvědomí širšího publika ustálené názory na českou barokní kulturu.“ V Československé socialistické republice uveřejnili historici Jan Pavel Kučera a Jiří Rak o rok dříve knihu „Bohuslav Balbín a jeho místo v české kultuře“, v níž k širšímu povědomí české společnosti poznamenali:
"Připusťme, že v 19. století, v době rozmachu českého státoprávního hnutí, je odpor vůči Bílé hoře a pobělohorskému období celkem pochopitelný, avšak v dnešní době se pohybuje až na hranici absurdity. Naše současná historiografie, založená na zcela jiném chápání historického vývoje a jeho zákonitostí, otázky pobělohorských Čech a s nimi i baroka už může a také musí nazírat bez těchto předsudků, i když současný stav bádání stále ještě nepodává uspokojivý syntetický obraz tohoto období.
Jan P.Kučera, Jiří Rak, 1983
V listopadu roku 2020 si česká společnost připomněla 400 let od bitvy na Bílé hoře. Výročí vyvolalo řadu polemik.
Zůstává ovšem otázkou, zda se úsilí našich vědeckých pracovníků nějakým způsobem promítne do širšího povědomí laické veřejnosti, nebo zda bude tato i nadále lpět na vžitých stereotypech, nepřístupna jakýmkoli změnám. Navzdory snahám historiků a literárních vědců o co možná nejobjektivnější zpracování onoho kontroverzního tématu se totiž stále ještě na stránkách našich novin dovídáme, že počínání jezuity Koniáše bylo natolik zvrácené, že se mu dostalo odsouzení i od jeho řádového spolubratra Bohuslava Balbína. (Škoda jen, že Balbín zemřel tři roky před Koniášovým narozením).
Pavel Beneš: Mýtus P. Antonína Koniáše

## Temnota - atribut „rokle šeré smrti“
Podle Starého zákona se měl věřící člověk spolehnout na dobrotivost a záchrannost Hospodinovu, což prýští z Žalmu 23: „I když půjdu „roklí šeré smrti“, nebudu se bát ničeho zlého, vždyť se mnou jsi ty.“ Temnota jako atribut šeolu vystoupí na povrch ústy Jobovými: „dřív než půjdu tam, odkud návratu není, do země temnot a šeré smrti, do země temné jak mračno, do šera smrti, kde není řádu, kde záblesk svítání je jako mračno“ (Kniha Jób 10, 21-22).
Sdružení Český bratr ve spolupráci s Českobratrskou církví evangelickou a Bratrskou jednotou baptistů uspořádalo 8. června 2013 sjezd k poctě českých a moravských exulantů pro víru a k 400. výročí tisku jednodílky Bible kralické z roku 1613. Na sjezdu vystoupila historička Edita Štěříková, která ve své přednášce uvedla, že Alois Jirásek výraz „Temno“ – původně exulantský výraz – umělecky umocnil a že pojem „temné země“ se vyskytoval v životopisech exulantů už v 17. století (např. v archivu Moravských bratří v Ochranově). Ve své knize Stručně o pobělohorských exulantech uvádí: „Protože tehdy v Čechách nebyla svoboda svědomí, rozhodl se svou rodinu z této „temné země“ vyvésti, což se také roku 1736 stalo.“ (Exulant Ondřej Pitmann z Čermné 1730–1820).
V Knize Izajáš (2,6) je „šerá smrt“ synonymem pro: zemi pustou, plnou výmolů, zemi, jíž nikdo neprocházel, v níž člověk nesídlí. Izajáš 9: Lid, který chodí v temnotách, uvidí velké světlo; nad těmi, kdo sídlí v zemi šeré smrti, zazáří světlo. Vy zajatí, vy deportovaní, vy, kteří jste se ze svobodných stali otroky, vy, kteří nevidíte nic, co by vás mohlo potěšit. Právě vy slyšte – máte naději. Hospodin, váš Bůh, vás neopustil.

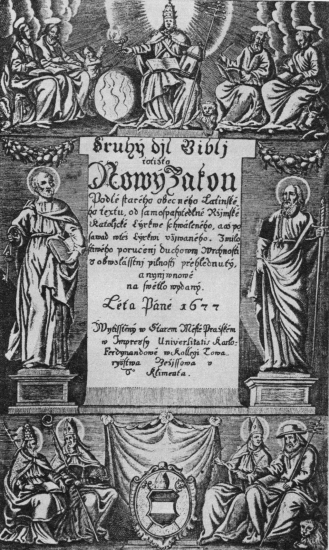
Bible svatováclavská, r. 1677, autoři: Jiří Konstanc, Matěj Václav Šteyer

Podle Starého zákona „smrt“ představuje síly, které se pokoušejí odtrhnout věřící od živého Boha tak, že ztrácí víru a naději, na všechno zůstávají sami a na nic už nestačí – to je „rokle šeré smrti“. A právě zde, v „rokli šeré smrti“, dochází zásahem Hospodinovy milosti a moci k zázraku: Nad těmi, kdo sídlí v „zemi šeré smrti“, zazáří světlo.
K tomu Edita Štěříková uvádí, že v temné době duchovního násilí byla českým nekatolíkům Bible světlem a její světlo bylo českým bratrům upíráno, museli jej ukrývat, bylo jim zabavováno a za vlastnictví byli tvrdě trestáni.
V čas největšího nebezpečí a osamocenosti byla tajným evangelíkům o to důležitější a nenahraditelnou oporou Bible. Scházeli se k její četbě tajně jen po sousedsku v malých skupinách, četli ji v rodinách. Kdo vlastnil Bibli, měl v ruce světlo (žalm 119, 105) na svou cestu životem v té těžké, pro evangelíky temné a duchovním násilím poznamenané, době. Proto tajní evangelíci o Bibli tolik stáli. Oblíbené byly i jiné knihy: výklady, zpěvníky, modlitby. Když boj proti těmto zakázaným knihám nebral konce, staral se jezuita Matěj Václav Steyer (1630 - 1692) o tisk katolické Bible, která měla nahradit starší česká vydání. Nový zákon vyšel už v roce 1677, ale evangelíci byli ke katolickému vydání po všech svých zkušenostech nedůvěřiví, a pokud ho měli, srovnávali ho se svými starými Biblemi.
Edita Štěříková, Stručně o pobělohorských exulantech 